# Dockrillia
El género Dockrillia está integrado por todas las especies de  orquídeas con hojas cilíndricas del género Dendrobium que se agruparon en este nuevo género creado en 1981.

## Localización
Las especies de Dockrillia tienen hábitos de epífitas o de litófitas, encontrándose principalmente a lo largo de la costa este de Australia.

## Descripción
Todas las especies de Dockrillia, tienen las hojas cilíndricas variando sus apariencias según la especie así la D. cucumerina es de apariencia de pepinos, las de D. linguiformis con forma de lengua, las de D.  pugioniformis como una daga, y las de D. teretifolia con apariencia de un lápiz.
La época de floración es a finales del verano a principios del invierno, necesitando un periodo de descanso en invierno, aunque la tierra en las especies litófitas no debe de secarse completamente.
Dockrillia se hibrida fácilmente con Dendrobium produciendo el híbrido intergenérico Dockrilobium.
La mayoría de las plantas de Dockrillia se propagan mediante división del rizoma.  

## Etimología
Dockrillia fue nombrado en honor del orquideólogo australiano contemporáneo Alick W. Dockrill (1915-2011).

## Especies de Dockrillia
- Dockrillia bowmanii  (Benth.) M.A.Clem. & D.L.Jones (1996)
- Dockrillia brevicauda  (D.L.Jones & M.A.Clem.) M.A.Clem. & D.L.Jones (1996)
- Dockrillia calamiformis  (Rolfe) M.A.Clem. & D.L.Jones (1996)
- Dockrillia casuarinae  (Schltr.) M.A.Clem. & D.L.Jones (1996)
- Dockrillia caudiculata  M.A.Clem. & D.L.Jones (1996)
- Dockrillia chordiformis  (Kraenzl.) Rauschert (1983)
- Dockrillia convoluta  M.A.Clem. & D.L.Jones (1996)
- Dockrillia crispata  (G.Forst.) Rauschert (1983)
- Dockrillia cucumerina  (McLeay ex Lindl.) Brieger (1981)
- Dockrillia delicata  M.A.Clem. & D.L.Jones (1996)
- Dockrillia desmotrichoides  (J.J.Sm.) Brieger (1981)
- Dockrillia dolichophylla  (D.L.Jones & M.A.Clem.) M.A.Clem. & D.L.Jones (1996)
- Dockrillia fairfaxii  (F.Muell. ex Fitzg.) Rauschert (1983)
- Dockrillia flagella  (Schltr.) Rauschert (1983)
- Dockrillia fuliginosa  M.A.Clem. & D.L.Jones (1996)
- Dockrillia hepatica  M.A.Clem. & D.L.Jones (1996)
- Dockrillia linguiforme  (Sw.) Brieger (1981)
- Dockrillia mortii  (F.Muell.) Rauschert (1983)
- Dockrillia nothofageti  M.A.Clem. & D.L.Jones (1996)
- Dockrillia nugentii  (F.M.Bailey) M.A.Clem. & D.L.Jones (1996)
- Dockrillia pugioniformis  (A.Cunn. ex Lindl.) Rauschert (1983)
- Dockrillia racemosa  (Nicholls) Rauschert (1983)
- Dockrillia rigida  (R.Br.) Rauschert (1983)
- Dockrillia schoenina  (Lindl.) M.A.Clem. & D.L.Jones (1996)
- Dockrillia striolata  (Rchb.f.) Rauschert (1983)
- Dockrillia teretifolia  (R.Br.) Brieger (1981)
- Dockrillia vagans  (Schltr.) Rauschert (1983)
- Dockrillia wassellii  (S.T.Blake) Brieger (1981)